# Gastrozona hancocki
Gastrozona hancocki es una especie de insecto del género Gastrozona de la familia Tephritidae del orden Diptera.

## Historia
Wang & Chen la describieron científicamente por primera vez en el año 2002.